# شم القبلية
شم القبلية قرية تابعة لمركز مغاغة، بمحافظة المنيا تبعد عن مغاغة حوالي أربعة عشرة كيلو مترا.وبها العديد من الأماكن العامة من مدرسة لرياض الأطفال حتى مدرسة تعليم صناعي وبها مستشفى وجمعية زراعية وبنك وجمعية شرعية وترجع تسمية القرية إلى أيام الفتح الإسلامي لمصر وانتشار الطاعون قول عمر بن العاص للجنود بشم البصل للحماية منه وقد ورد ذكر اسمها في كتاب فتوح الشام ومصر للواقدى.